# Yes (Unix)
yes ist ein Unix-Kommando, welches eine bestätigende Antwort zu einem Befehl im Anschluss an eine Pipe gibt oder bis zum Unix-Befehl kill eine kontinuierliche, benutzerdefinierte Zeichenkette ausgibt.

## Beschreibung
Die Ausführung des yes-Befehls gibt das Zeichen „y“ mit Zeilenumbruch oder eine vom Benutzer definierte und als Argument mitgegebene Zeichenkette mit Zeilenumbruch aus. Diese Ausgabe wiederholt sich, bis der Benutzer sie beendet (z. B. durch Ausführen des kill-Befehls).
Bei der Weiterleitung durch eine Pipe endet diese Schleife, bis die Pipe unterbrochen wird (z. B. weil das Programm sein Ende erreicht hat).

## Verwendung
yes ersetzt die bestätigenden oder negativen (yes n) Antworten auf einen Befehl und umgeht daher die ansonsten benötigte Abarbeitung durch den Benutzer.
Die meisten Befehle mit Benutzerabfragen enthalten jedoch eine „force“-Option (z. B.: rm -f) oder eine „assume-yes“-Option (z. B.: apt-get -y), die eine bestätigende Nutzereingabe überflüssig macht.
Zum Beispiel ist
rm -f *.txt
funktionell äquivalent zu
yes | rm *.txt
Der yes-Befehl in Verbindung mit dem head-Befehl hilft bei der Erzeugung großer Dateien für Testzwecke. Zum Beispiel erzeugt die Ausführung des Befehls
yes 1234567 | head -n1000 > file
eine Datei mit 1000 Zeilen, welche aus acht Zeichen (1, 2, 3, 4, 5, 6, 7 und einem Zeilenumbruch) besteht.
Der mögliche Einsatz von yes ist die einfache Erzeugung von CPU-Last. Im Jahr 2006 erlangte der yes-Befehl im Zusammenhang mit der Überprüfung, ob das MacBook eines Benutzers vom Intermittent Shutdown Syndrome betroffen war, kurzfristig Berühmtheit. Die zweimalige, ohne Abbruchbedingung definierte Ausführung des yes-Befehls in einem Terminal eines macOS führte zu einer Maximierung der Prozessorlast, wodurch bestimmt werden konnte, ob der hitzeabhängige Fehler tatsächlich vorlag.

## Weiterführende Literatur
- Nick Montfort: The Trivial Program “yes”, Trope Tank, Cambridge, Massachusetts Januar 2012. Abgerufen am 13. August 2018.